# مصرف التجارة والتنمية
مصرف التجارة والتنمية هو شركة بنكية مساهمة ليبية تجاري تأسس في العام 2005 بناءً على قرار أمين اللجنة الشعبية العامة للتخطيط والمالية رقم (243/1423) ، وتسري على المصرف أحكام القانون رقم (1) لسنة 1373و.ر (2005ف) بشأن المصارف والقانون التجاري وتعديلاته.

## الفروع
- فرع بنغازي
- فرع طرابلس
- فرع البيضاء
- فرع مصراتة
- فرع طبرق
- فرع الزاوية
- فرع سرت
- فرع زليتن

## الخدمات التي يقدمها المصرف
- فتح الحسابات بأنواعها أفراد- شركات عامة وخاصة -جارية -توفير..
- الائتمان والخدمات المصرفية
- فتح حسابات بالعملات الأجنبية للأفراد والشركات
- الصكوك السياحية بالدينار الليبي.
- التحويلات بين الفروع والحسابات داخل المصرف.
- خدمات التحويلات النقدية الخارجية للأغراض الشخصية غير التجارية (ويسترن يونيون).
- جميع أنواع البطاقات المصرفية (البطاقات الائتمانية-البطاقات سابقة الدفع-بطاقة الحساب)
- التحويلات الخارجية السويفت.
- الخزائن الشخصية.
- حسابات توفير للأطفال.
- ماكينات الصراف الآلي.
- شبكة مراسلة مع عدد كبير من البنوك حول العالم
- خدمات المكتب القانوني
- خدمات نقاط البيع

كما ينفرد المصرف بخدمات مصرفية متميزة منها:
- خدمات المصرف الإلكتروني
- الصكوك الالكترونية
- المصرف النقال.
- خدمات الدفع الالكتروني
- الشحن الالكتروني
- خدمات مصرفية بالسيارة في بعض الفروع.
- خدمات مصرفية تفاعلية (بشاشة اللمس) في جميع فروع ووكالات المصرف
- سيارات المصرف المتحرك
- خدمات رجال الأعمال
- نشرة شهرية عن اهم اخبار المال والأعمال والمصارف [3]

## وصلات خارجية
- الموقع الرسمي للبنك